# Gaetano Castrovilli
Gaetano Castrovilli, né le 17 février 1997 à Canosa di Puglia en Italie, est un footballeur international italien, qui évolue au poste de milieu central.

## Biographie

### AS Bari
Né à Canosa di Puglia, situé dans la province de Barletta-Andria-Trani dans les Pouilles, en Italie, Gaetano Castrovilli commence le football à l'âge de neuf ans dans le club basé à Minervino Murge. Faisant très jeune la démonstration de la qualité de son touché de balle et de sa vision du jeu, il est repéré par l'AS Bari, club dont son grand-père est supporter, et qu'il rejoint à onze ans, en 2008. Il est formé à Bari où il fait toutes ses classes jusqu'aux professionnels. 
Castrovilli joue son premier match en professionnel alors que son club évolue en Serie B, le 22 mai 2015, face au Spezia Calcio, lors de la dernière journée de championnat. Son équipe s'incline sur le score d'un but à zéro ce jour-là. En tout, il porte les couleurs de Bari à douze reprises.

### US Cremonese
En juillet 2017, l'ACF Fiorentina recrute Gaetano Castrovilli pour un peu plus d'un million d'euros. Il est toutefois prêté le 10 juillet 2017 à l'US Cremonese en Serie B, pour deux saisons. 
Le 6 août 2017 il joue son premier match pour le club à l'occasion d'une rencontre de Coupe d'Italie face au Virtus Entella, contre qui son équipe s'impose (0-1). Le 3 septembre suivant, pour son premier match de championnat avec le club, Castrovilli inscrit son premier but pour l'US Cremonese, lors d'une victoire face à l'US Avellino (3-1). Il s'impose ensuite progressivement au sein de l'équipe, jusqu'à en devenir un titulaire.
Le 30 décembre 2018, Castrovilli réalise le premier doublé de sa carrière, lors d'une rencontre de championnat face à l'AC Perugia Calcio. Titulaire, il participe à la victoire de son équipe par quatre buts à zéro.

### ACF Fiorentina
Au retour de son prêt de deux saisons à l'US Cremonese, Gaetano Castrovilli est intégré à l'équipe première de l'ACF Fiorentina. Il joue son premier match pour la Viola le 24 août 2019, lors de la première journée de la saison 2019-2020 de Serie A face au SSC Naples. Lors de cette rencontre riche en buts, il délivre une passe décisive pour Kevin-Prince Boateng, mais son équipe s'incline sur le score de quatre buts à trois. Le 29 septembre de la même année il inscrit son premier but pour la Fiorentina, à San Siro, contribuant à la victoire de son équipe face au Milan AC (1-3). Le 10 octobre 2019, la Fiorentina prolonge le contrat de Castrovilli jusqu'en 2024. Le 30 octobre suivant, Castrovilli contribue fortement à la victoire de son équipe face à l'US Sassuolo. En effet, alors que son équipe était menée, il égalise et délivre ensuite une passe décisive en faveur de son coéquipier Nikola Milenković, permettant à son équipe de remporter le match (1-2).
Le 25 octobre 2020, Castrovilli réalise son premier doublé pour la Fiorentina, lors d'un match de Serie A face à l'Udinese Calcio. En plus de ses deux buts il délivre également une passe décisive pour Nikola Milenković ce jour-là, permettant à son équipe de s'imposer par trois buts à deux.
Le 16 avril 2022, lors d'une rencontre de championnat remportée face au Venise FC (1-0), Castrovilli se blesse gravement au genou gauche. Touché au ligament croisé, son absence est estimée entre huit et dix mois.
Castrovilli fait son retour sur les terrains huit mois plus tard, jouant notamment un match amical le 21 décembre 2022 contre le FC Lugano, où il se distingue notamment en marquant un but. La Fiorentina s'impose par six buts à un ce jour-là. Il fait ensuite son retour à la compétition le 4 janvier 2023, lors d'une rencontre de championnat contre l'AC Monza. Il entre en jeu à la place d'Alfred Duncan et les deux équipes se neutralisent (1-1 score final).

### Lazio et Monza
Le 19 juillet 2024, Gaetano Castrovilli rejoint librement la Lazio Rome après la fin de son contrat avec la Fiorentina.
Le 31 janvier 2025, lors du mercato hivernal, Castrovilli est prêté par la Lazio à l'AC Monza jusqu'à la fin de la saison.

### En équipe nationale
Avec l'équipe d'Italie moins de 20 ans, il se met en évidence en inscrivant un doublé face à l'équipe de Pologne en septembre 2017. L'Italie s'impose sur le large score de six buts à un. Un mois plus tard, il délivre une passe décisive face à l'Angleterre. L'Italie s'incline malgré tout sur le lourd score de 1-5.
Le 15 novembre 2018, Gaetano Castrovilli joue son premier match avec l'équipe d'Italie espoirs face à l'Angleterre. Il est titulaire ce jour-là, et l'Italie s'incline sur le score de deux buts à un.
En novembre 2019, Gaetano Castrovilli est convoqué avec l'équipe nationale d'Italie pour des matchs éliminatoire pour l'Euro 2020. Il honore sa première sélection face à la Bosnie-Herzégovine, le 15 novembre suivant. Il entre en jeu ce jour-là à la place de Lorenzo Insigne et son équipe s'impose sur le score de trois buts à zéro.
En juin 2021, il ne fait pas partie de la liste des 26 joueurs sélectionnés par Roberto Mancini pour participer à l'Euro 2020. Quelques jours avant le début du tournoi, il remplace finalement Lorenzo Pellegrini, blessé. Un mois plus tard, l'Italie remporte la compétition, Gaetano Castrovilli devient donc champion d'Europe ; il aura participé en tant que remplaçant à une seule rencontre (3 minutes de jeu face au pays de Galles lors du premier tour).

## Statistiques

### En club
| Saison                | Club                  | Championnat           | Championnat | Championnat | Championnat | Coupe(s) nationale(s) | Coupe(s) nationale(s) | Coupe(s) nationale(s) | Supercoupe | Supercoupe | Supercoupe | Compétition(s) continentale(s) | Compétition(s) continentale(s) | Compétition(s) continentale(s) | Compétition(s) continentale(s) | Total | Total | Total |
| Saison                | Club                  | Division              | M.          | B.          | P.d.        | M.                    | B.                    | P.d.                  | M.         | B.         | P.d.       | Comp.                          | M.                             | B.                             | P.d.                           | M.    | B.    | P.d.  |
| 2014-2015             | AS Bari               | Serie B               | 1           | 0           | 0           | -                     | -                     | -                     | -          | -          | -          | -                              | -                              | -                              | -                              | 1     | 0     | 0     |
| 2016-2017             | AS Bari               | Serie B               | 10          | 0           | 0           | 1                     | 0                     | 0                     | -          | -          | -          | -                              | -                              | -                              | -                              | 11    | 0     | 0     |
| Sous-total            | Sous-total            | Sous-total            | 11          | 0           | 0           | 1                     | 0                     | 0                     | -          | -          | -          | -                              | -                              | -                              | -                              | 12    | 0     | 0     |
| 2017-2018             | US Cremonese (prêt)   | Serie B               | 26          | 1           | 4           | 2                     | 0                     | 0                     | -          | -          | -          | -                              | -                              | -                              | -                              | 28    | 1     | 4     |
| 2018-2019             | US Cremonese (prêt)   | Serie B               | 26          | 4           | 4           | 1                     | 1                     | 0                     | -          | -          | -          | -                              | -                              | -                              | -                              | 27    | 5     | 4     |
| Sous-total            | Sous-total            | Sous-total            | 52          | 5           | 8           | 3                     | 1                     | 0                     | -          | -          | -          | -                              | -                              | -                              | -                              | 55    | 6     | 8     |
| 2019-2020             | ACF Fiorentina        | Serie A               | 33          | 3           | 2           | 2                     | 0                     | 0                     | -          | -          | -          | -                              | -                              | -                              | -                              | 35    | 3     | 2     |
| 2020-2021             | ACF Fiorentina        | Serie A               | 34          | 5           | 3           | 3                     | 0                     | -                     | -          | -          | -          | -                              | -                              | -                              | -                              | 37    | 5     | 3     |
| 2021-2022             | ACF Fiorentina        | Serie A               | 23          | 1           | 1           | 4                     | 0                     | 0                     | -          | -          | -          | -                              | -                              | -                              | -                              | 27    | 1     | 1     |
| 2022-2023             | ACF Fiorentina        | Serie A               | 14          | 2           | 0           | 3                     | 0                     | 0                     | -          | -          | -          | C4                             | 7                              | 2                              | 0                              | 24    | 4     | 0     |
| Sous-total            | Sous-total            | Sous-total            | 104         | 11          | 6           | 12                    | 0                     | 0                     | -          | -          | -          | -                              | 7                              | 2                              | 0                              | 123   | 13    | 6     |
| Total sur la carrière | Total sur la carrière | Total sur la carrière | 156         | 16          | 14          | 16                    | 1                     | 0                     | -          | -          | -          | -                              | 7                              | 2                              | 0                              | 179   | 19    | 14    |

### En sélection nationale
| Saison                | Sélection             | Phases finales        | Phases finales | Phases finales | Phases finales | Éliminatoires | Éliminatoires | Éliminatoires | Matchs amicaux | Matchs amicaux | Matchs amicaux | Total | Total | Total |
| Saison                | Sélection             | Compétition           | M              | B              | Pd             | M             | B             | Pd            | M              | B              | Pd             | M     | B     | Pd    |
| --------------------- | --------------------- | --------------------- | -------------- | -------------- | -------------- | ------------- | ------------- | ------------- | -------------- | -------------- | -------------- | ----- | ----- | ----- |
| 2019-2020             | Italie                | -                     | -              | -              | -              | 1             | 0             | 0             | -              | -              | -              | 1     | 0     | 0     |
| 2020-2021             | Italie                | Euro 2020             | 1              | 0              | 0              | -             | -             | -             | 1              | 0              | 0              | 2     | 0     | 0     |
| Total sur la carrière | Total sur la carrière | Total sur la carrière | 1              | 0              | 0              | 1             | 0             | 0             | 1              | 0              | 0              | 3     | 0     | 0     |

## Palmarès
Avec la Fiorentina, Castrovilli est finaliste de la Coupe d'Italie en 2023.
Sous le maillot de l'équipe d'Italie, il est champion d'Europe en 2020.